# Shucushyacu
Shucushyacu es una localidad peruana, capital de distrito de Teniente César López Rojas, provincia de Alto Amazonas, al este del departamento de Loreto.

## Descripción
Shucushyacu es una localidad habitada por campesinos que practican la agricultura de subsistencia, además se encuentra a orillas del río Huallaga, este río mediante la erosión puso en peligro la existencia del pueblo en 2019-2020, en ese año el río llegó hasta la plaza de Armas.